# Les Champs-Géraux
Les Champs-Géraux is een gemeente in het Franse departement Côtes-d'Armor, in de regio Bretagne. De plaats maakt deel uit van het arrondissement Dinan. Les Champs-Géraux telde op 1 januari 2022 1.053 inwoners.

## Geografie
De oppervlakte van Les Champs-Géraux bedroeg op 1 januari 2022 19,09 vierkante kilometer; de bevolkingsdichtheid was toen 55,2 inwoners per km².
De onderstaande kaart toont de ligging van Langoat met de belangrijkste infrastructuur en aangrenzende gemeenten.

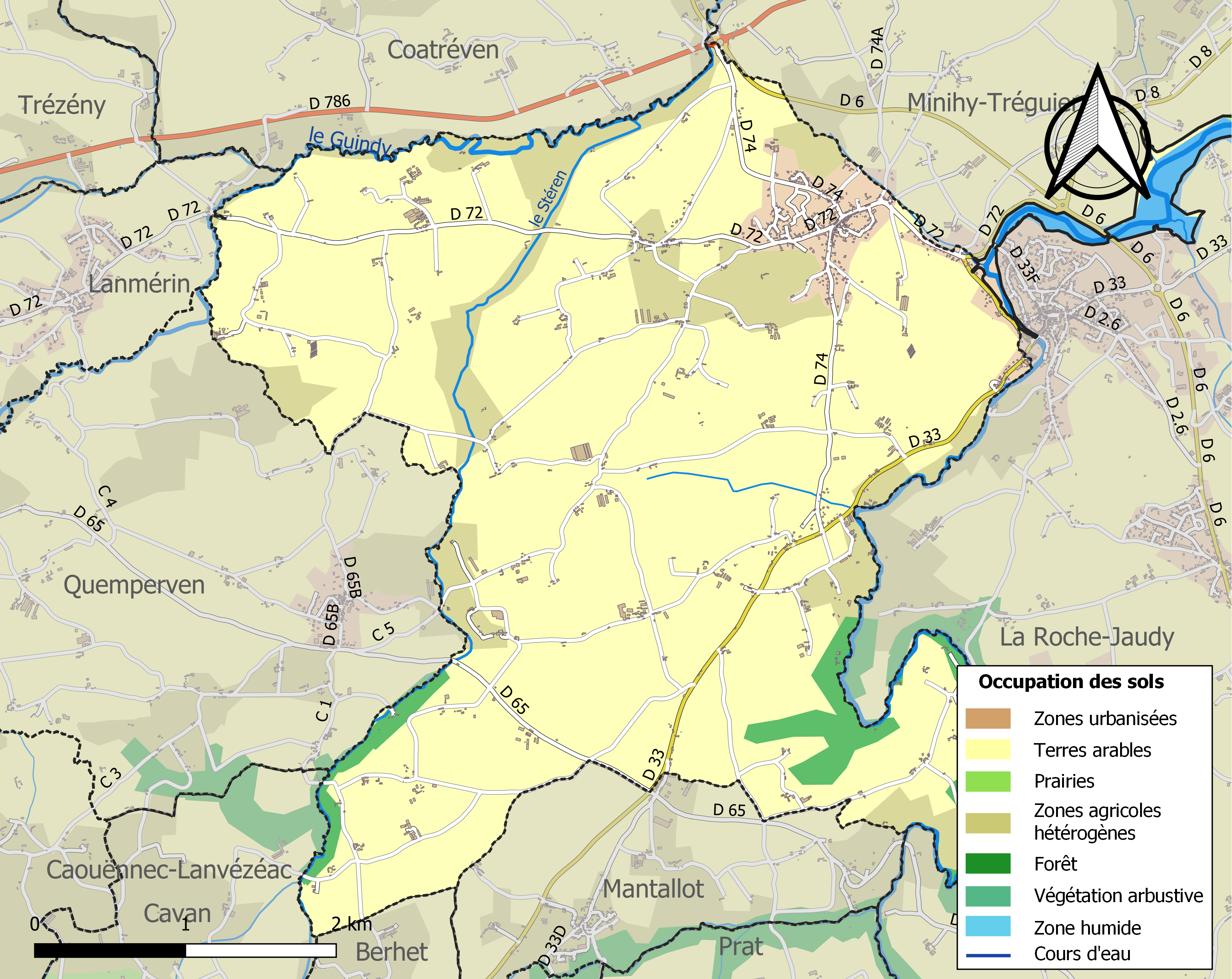

## Demografie
In 2013 telde de gemeente 1040 inwoners.
Onderstaande figuur toont het verloop van het inwonertal (bron: INSEE-tellingen).

## Geboren in Les Champs-Géraux
- François Pinault (1936), zakenman en kunstverzamelaar